# 布吕热莱特
布吕热莱特（法語：Brugelette，法語發音：[bʁyʒlɛt] ⓘ）是比利时瓦隆大区埃諾省阿特區的一个市镇，通行法语，是比利时法语社群的一部分，面积28.40平方千米，人口3,658人（2018年1月1日）。

## 历史
布吕热莱特于1977年由原布吕热莱特与市镇阿特尔、康布龙卡斯托、加日和梅韦尔尼合并而成。